# Pleurothallis bucculenta
Pleurothallis bucculenta är en orkidéart som beskrevs av Carlyle August Luer. Pleurothallis bucculenta ingår i släktet Pleurothallis och familjen orkidéer. Inga underarter finns listade i Catalogue of Life.